# İnegöl
İnegöl (conocido como Ἀγγελόκωμις y Angelokomis en el período bizantino) es una ciudad y distrito de la provincia de Bursa, Turquía, ubicada en la región del Mármara y a 30 km del centro de Bursa. Es uno de los centros de la industria turca del mueble.

## Historia
Desde 1867 hasta 1922, İnegöl formó parte del vilayet de Hüdavendigâr. Fue capturada por el ejército griego durante la guerra greco-turca (1919-1922), pero fue retomada por los turcos durante la Gran Ofensiva.

## Galería

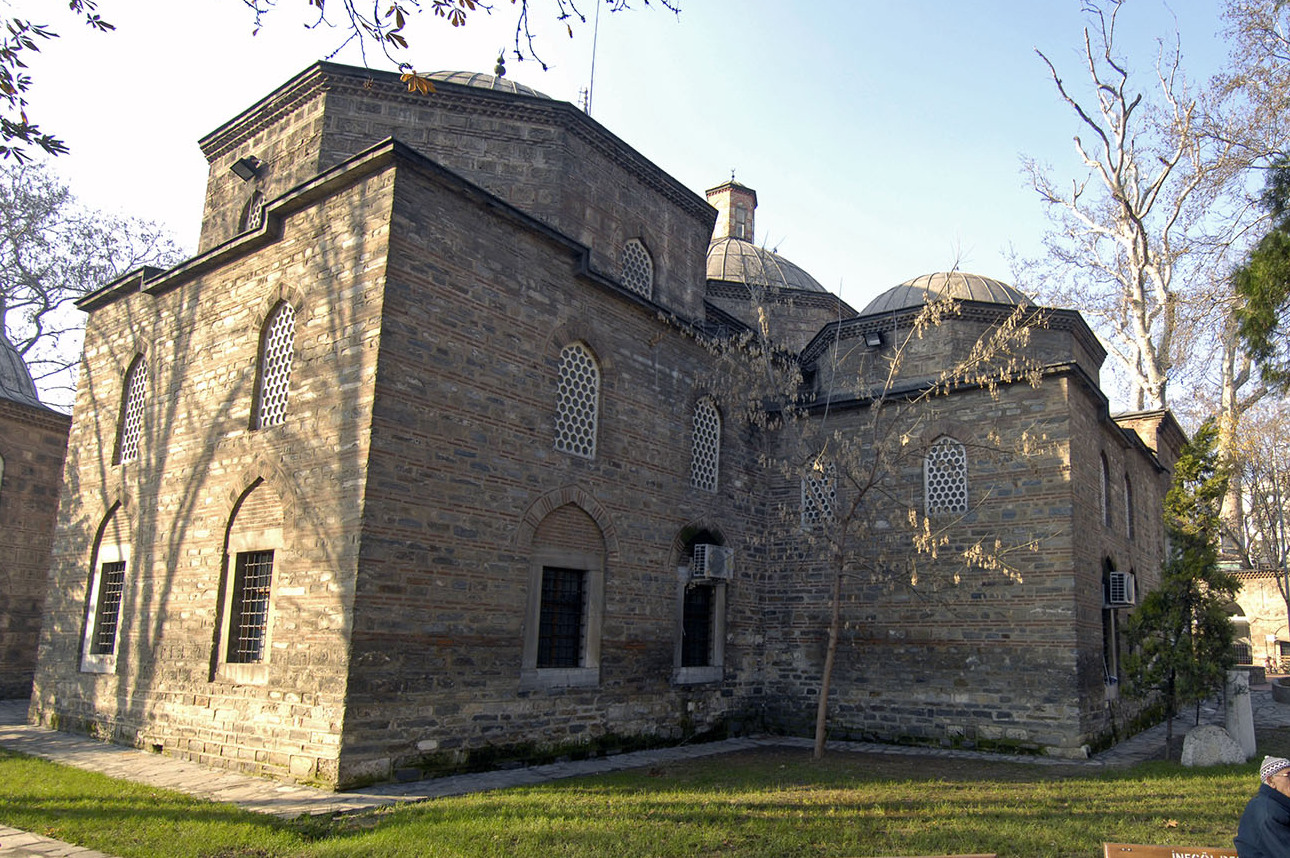
Complejo İnegöl Ishak Pasha
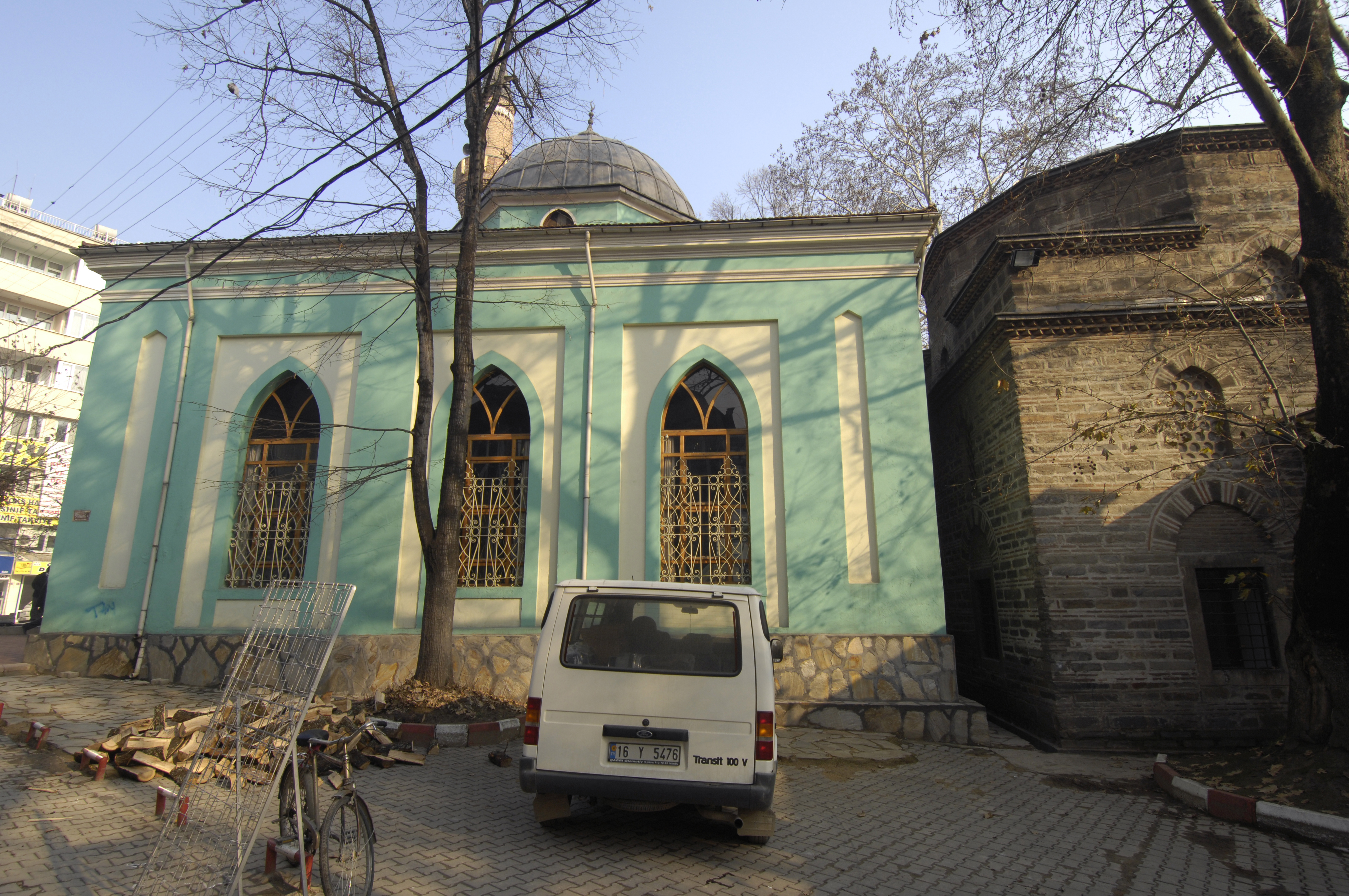
Mezquita İnegöl Yildirim, también conocida como Mezquita Yildirim
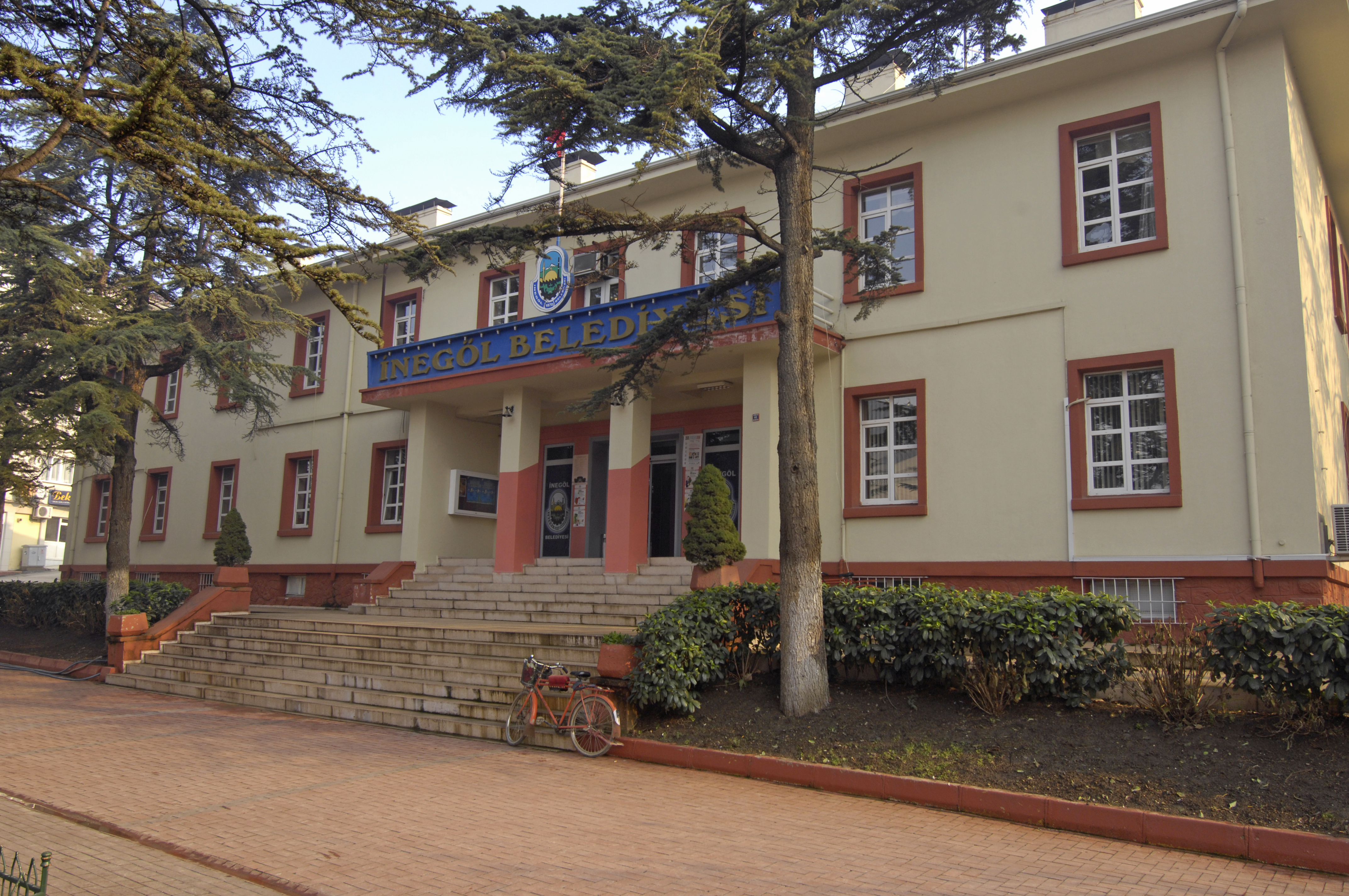
Ayuntamiento de İnegöl
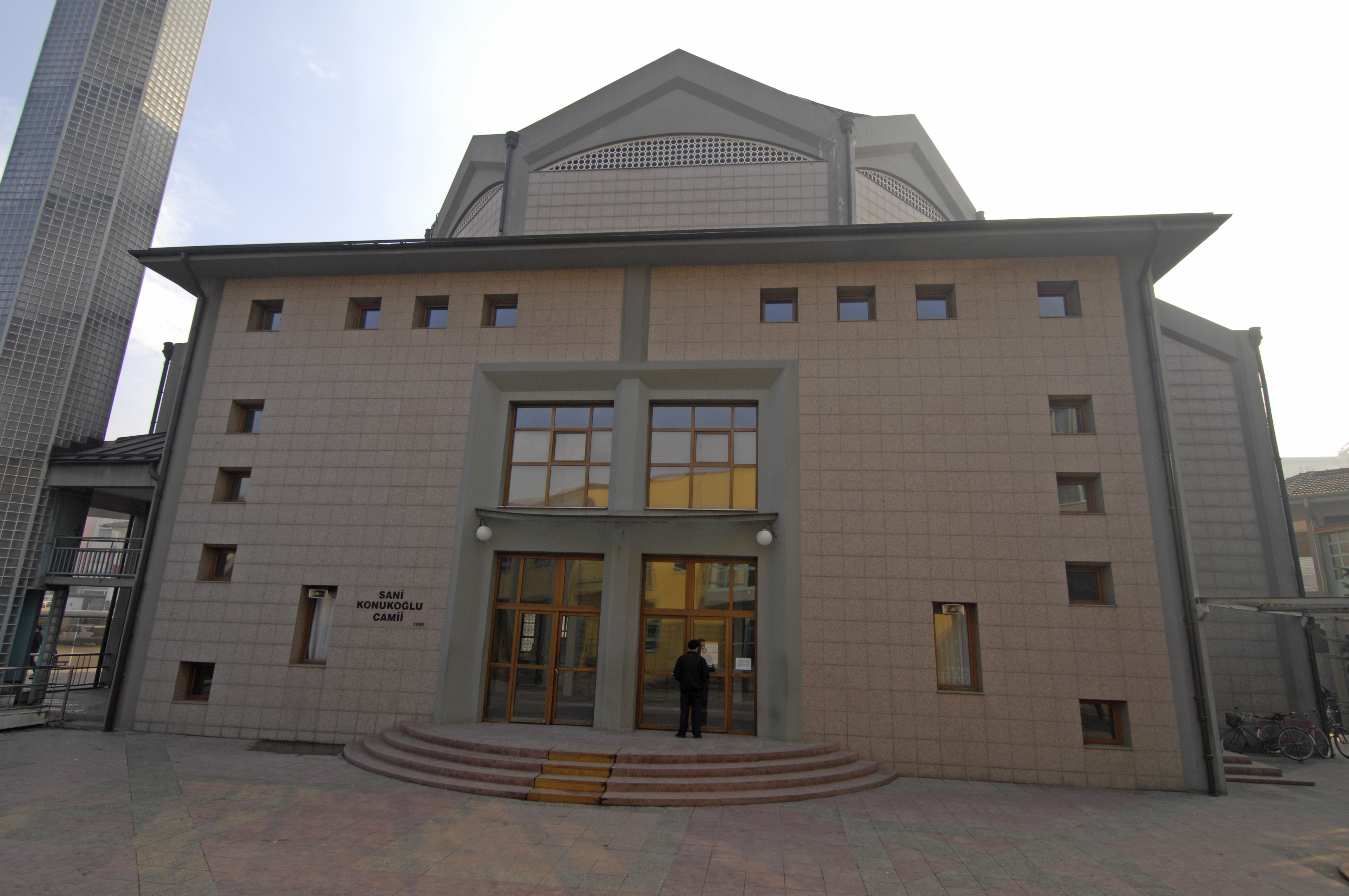
Mezquita İnegöl Sani Konukoğlu, también conocida como Mezquita Sani Konukoğlu
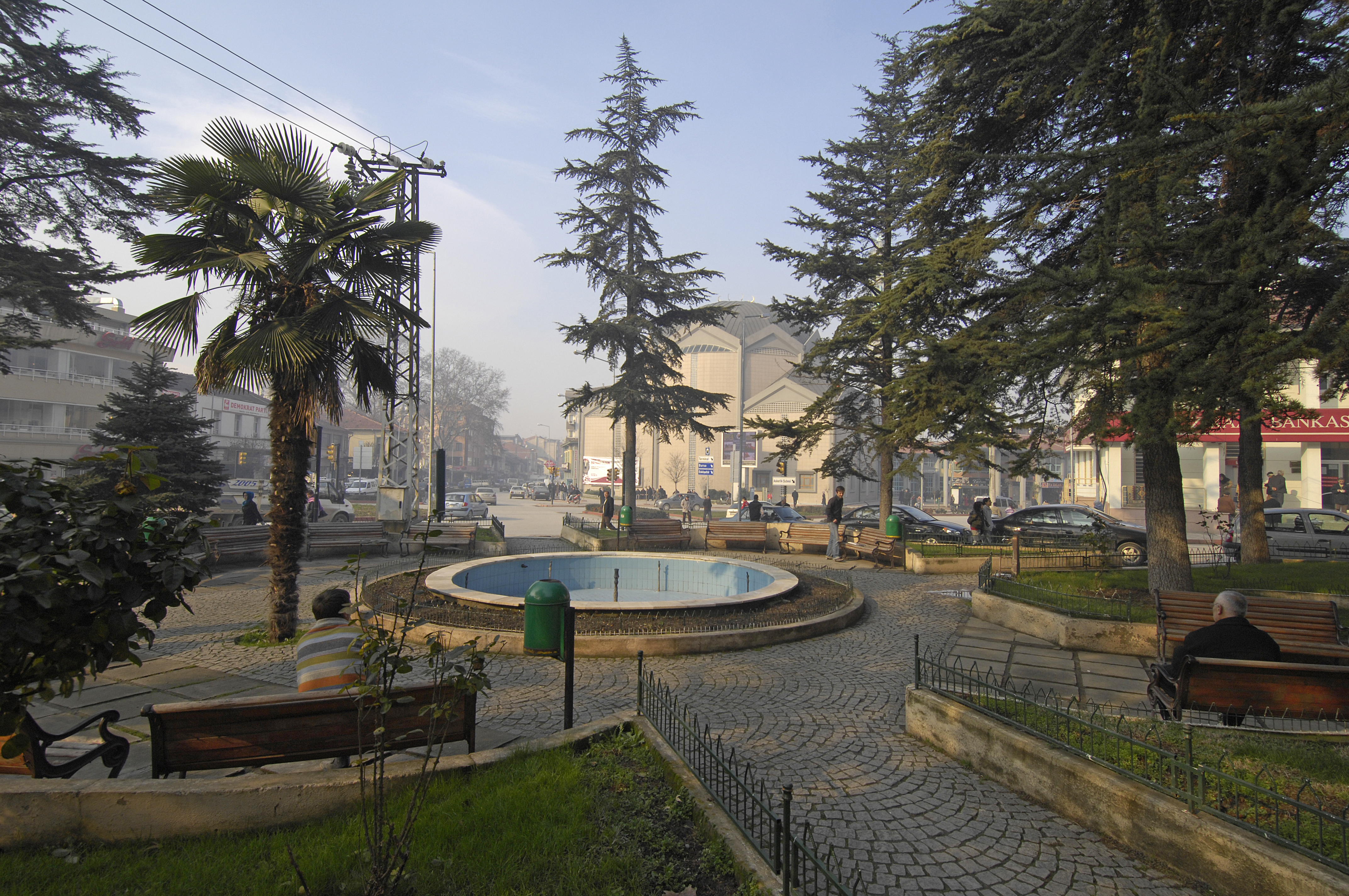
Vista general de İnegöl
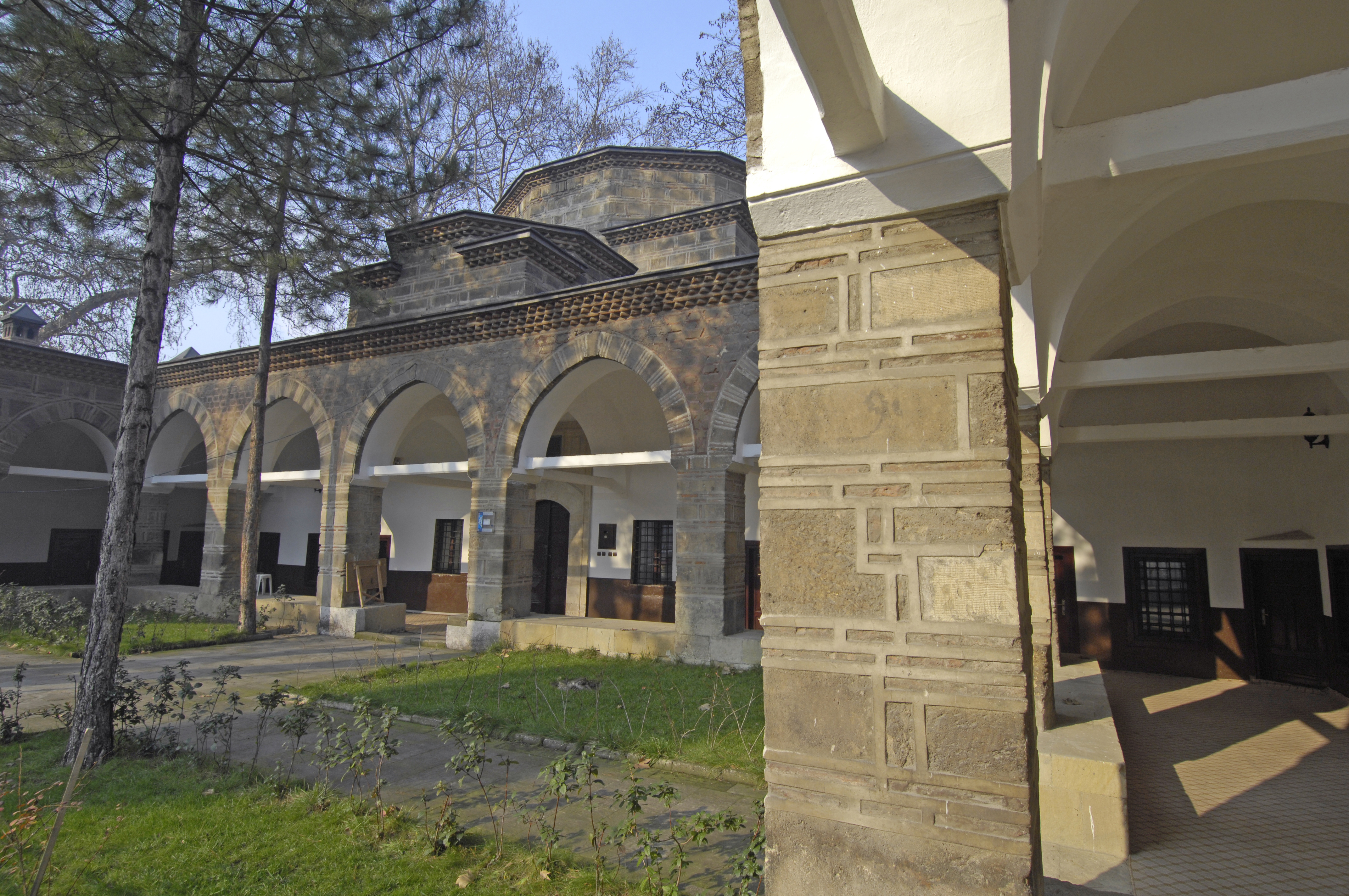
Vista frontal del complejo Ishak Pasha en İnegöl

## Ciudades hermanadas[3]
- Donji Vakuf, Bosnia y Herzegovina
- Dunaújváros, Hungría
- Mitrovica, Kosovo
- Rustavi, Georgia
- Novi Pazar, Serbia
- Tajtamukái, Adigueya